# Choerades assamensis
Choerades assamensis là một loài ruồi trong họ Asilidae. Choerades assamensis được Joseph & Parui miêu tả năm 1981.